# چوپریا
چوپریا (به صربی: Ћуприја) شهری در استان زنتراصربین کشور صربستان است که جمعیت آن در سال ۲۰۰۶ میلادی ۲۰٫۱۲۷ نفر بوده‌است.

## جستارهای وابسته

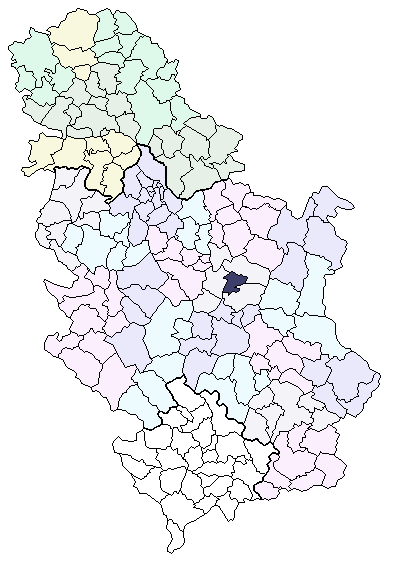